# Prenilação

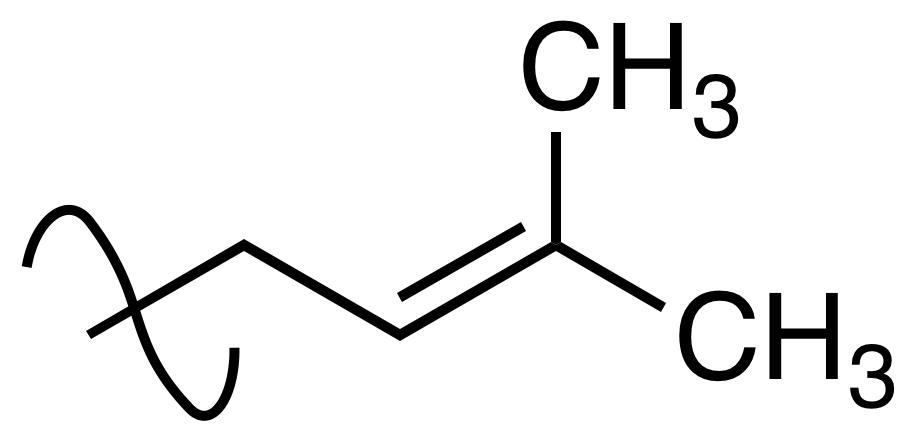
O grupo funcional "prenil-".

Prenilação, isoprenilação ou lipidação, é a adição de moléculas hidrófobas a uma proteína. É geralmente assumido que os grupos prenilo (3-metil-but-2-en-1-il) facilitam a ligação às membranas celulares, semelhante a âncora de lipídios como a âncora GPI, embora evidência direta seja ainda desconhecida. Grupos prenilo têm mostrado ser importantes para a ligação proteína-proteína através de domínios de ligação prenilo especializados.

## Prenilação de proteína
Prenilação de proteínas envolve a transferência de um  grupo farnesilo, ou umgeranil-geranilo para terminal C de cisteína(s) da proteína alvo. Existem três enzimas que realizam a prenilação na célula, farnesil transferase, Caax protease e geranilgeranil transferase.
Farnesilação é um tipo de prenilação, uma modificação pós-transducional de proteínas, através da qual um grupo isoprenilo é adicionado um resíduo de cisteína. É um processo importante para mediar as interações proteína-proteína e proteína-membrana.